# Tmesipteris vieillardii
Tmesipteris vieillardii är en kärlväxtart som beskrevs av Dangeard. Tmesipteris vieillardii ingår i släktet Tmesipteris och familjen Psilotaceae. Inga underarter finns listade i Catalogue of Life.